# Västberga industriområde

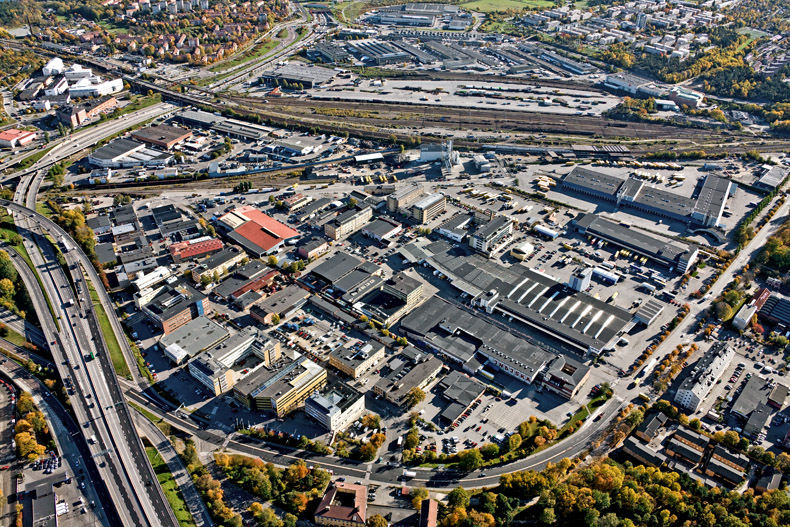
Västberga industriområde (norra delen) från luften oktober 2010.

Västberga industriområde ligger i stadsdelen Västberga i Söderort inom  Stockholms kommun. Industriområdet stadsplanerades 1943 och är idag Stockholms största industri- och terminalområde och södra Stockholms viktigaste godsterminal. Västberga industriområde sträcker sig från Södertäljevägen (E4/E20) i norr till Solberga och Västberga begravningsplats i syd samt från Lerkrogsvägen i väster till Västberga bangård i öster. År 2014 fanns här nära 600 företag med ungefär 9 200 arbetsplatser. Västberga utgör idag, tillsammans med Årsta Park och Årsta partihallar, det enda strategiskt viktiga gods- och logistikområde nära det centrala Stockholm.

## Historik

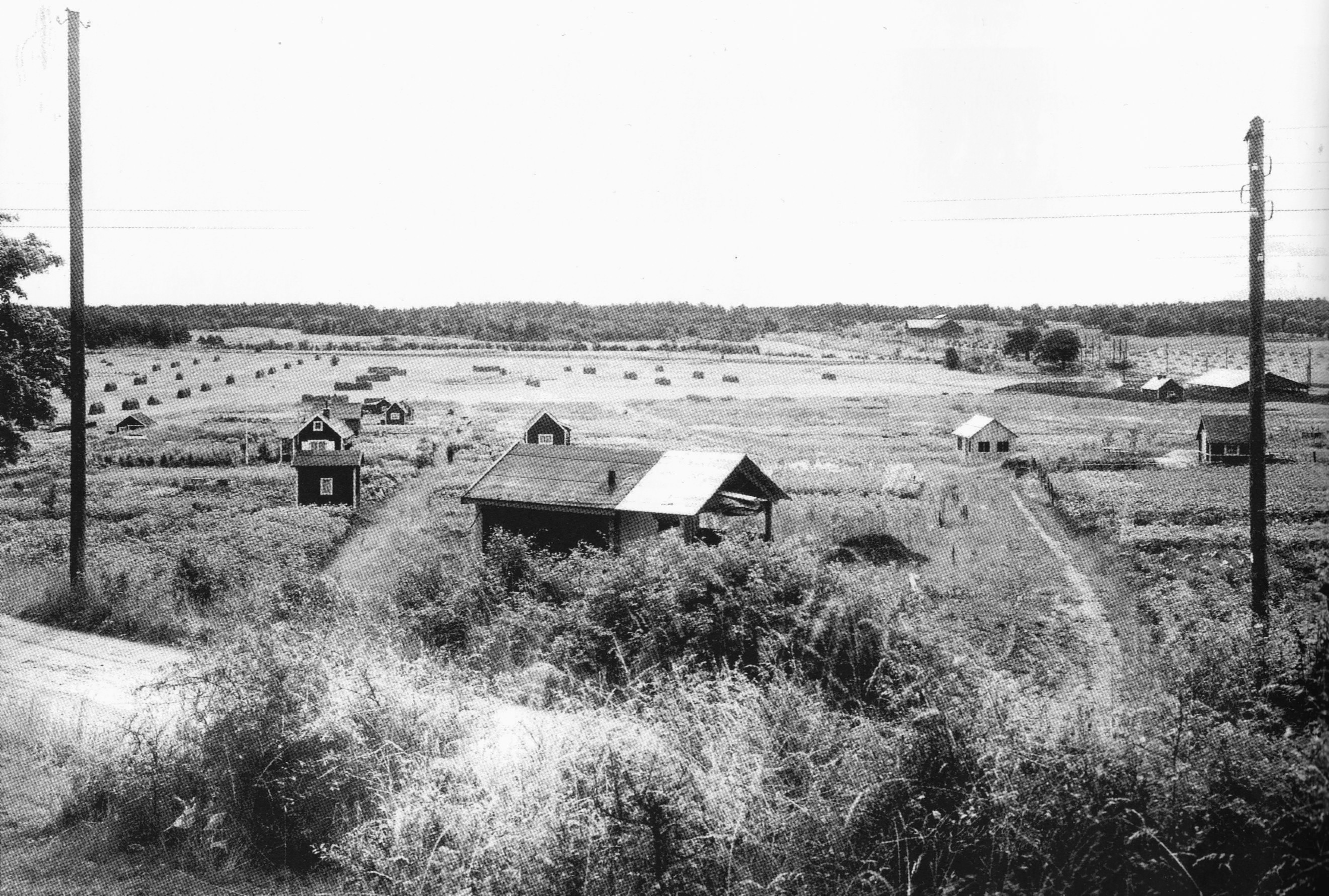
Vy över Västberga gårds ägor från dagens Årstabergsvägen mot sydväst, 1920.

Redan i början på 1900-talet insåg Stockholms stads tjänstemän att mark inom speciella områden borde avsättas för industrier, och särskild lämpligt ansågs områden i anslutning till järnvägsspår. Dessa förutsättningar fanns i Västberga där Västra stambanan passerade sedan 1860-talet. De första industrierna etablerade sig på 1910-talet, dock inte nära järnvägen utan längs Tellusborgsvägen, norr om Södertäljevägen. Här fanns bland annat Ekstrands snickerifabrik som var berömd för sina gymnastikredskap, Stockholms Pianofabrik (i dessa lokaler kom senare, från 1920-talet inrymma tvättmedelstillverkaren Helios, senare Henkel-Helios och sist Nord-Tend), färg- och fernissfabriken Gentele & Co samt spritkökstillverkaren AB Radius.
Söder om Södertäljevägen, alltså i dagens Västberga industriområde låg Västberga gårds markområden. En del av dem såldes 1916 till Fastighets AB Västberga som styckade av egendomen för främst bostads- och industriändamål. Den kvarvarande delen av fastigheten förvärvades av Stockholms stad 1935 och 1943 fastställdes stadsplanen. Västra stambanans spår gick i början i nästan nord-sydlig riktning mot Nyboda tunnlarna. Efter 1929 svängde spåren mera mot öst för att leda över Årstabron.
Men innan dess etablerade sig två företag kring Västberga gård. Det första var Elektraverken som 1917 lät bygga en fabriksanläggning (ritad av Ivar Tengbom) för tillverkning av elektriska mätinstrument strax norr om gården. Liljeholmens Kabelfabrik, vars anläggning vid sjön Trekantens sydöstra hörn i Liljeholmen hade blivit för liten anlades 1929 strax söder om gården. Den nya fabriken ritades av arkitekt Ture Wennerholm.

## Planering
Det över 100 hektar stora industriområde uppdelades i en östra och västra halva med Västberga allé som skiljande huvudgata i nord-sydlig riktning. I ost-västlig riktning anordnades Vretensborgsvägen, Elektravägen och Drivhjulsvägen. Samtliga fick sina nuvarande namn 1944. Från spårområdet i öst drogs redan från början två stickspår in, dels till kabelfabriken och dels till Elektraverken. Elektraverkens spår förlängdes sedermera till bageriet San Remo. Senare tillkom ytterligare två industrispår norr och söder om Elektravägen. Själva Västberga gård fick vara kvar och blev del av en liten park som skulle lätta upp industriområdet. I norr, på platsen för Södra folkparken, sparades ett mindre område för bostadsbebyggelse och ytterligare en park (Elektraparken). Stadsplanen är signerad av stadsplanedirektören Albert Lilienberg den 18 juni 1943.

## Bebyggelsen

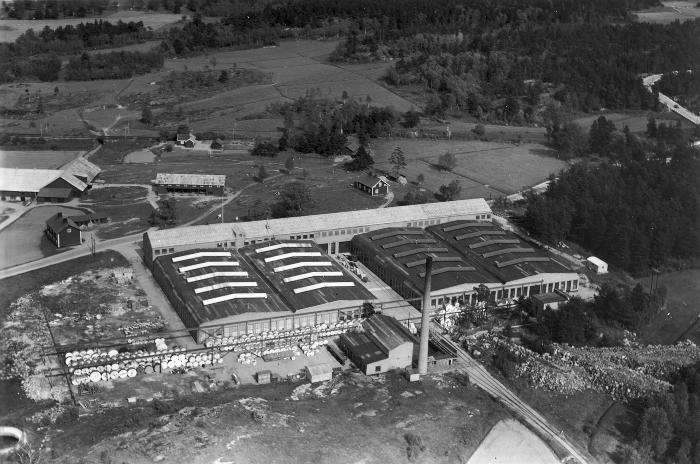
Liljeholmens Kabelfabrik 1936.

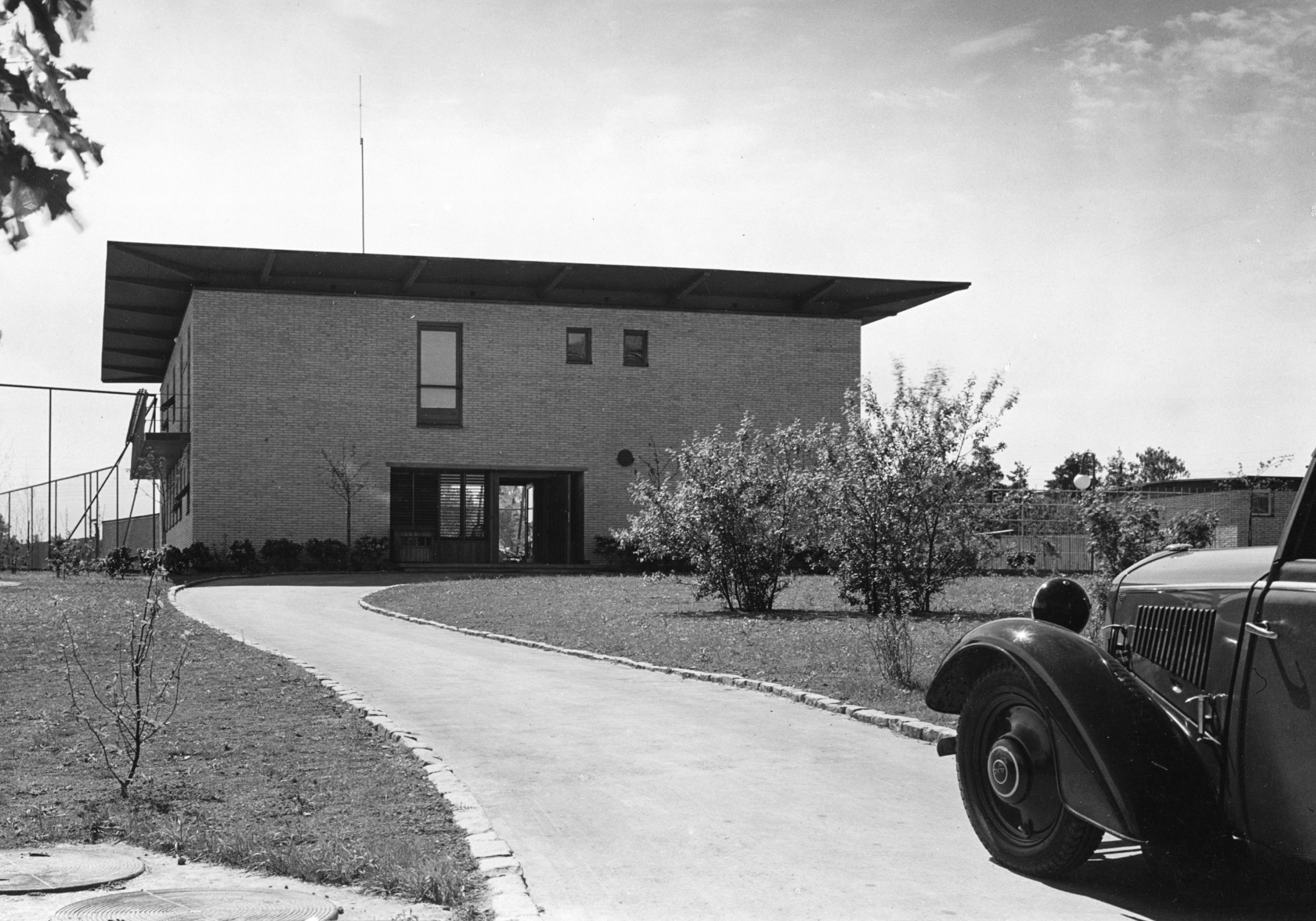
Villa Engkvist 1939 (riven 1967)

Från 1940-talets slut och fram till 1970-talet skedde den huvudsakliga utbyggnaden av Västberga industriområde. Den enda privatbostaden som byggdes likt en "främmande fågel" i denna för industriändamål avsatta del av Stockholm var byggmästaren Olle Engkvists mycket påkostade Villa Engkvist (ritad av Backström & Reinius). Villan uppfördes 1938 intill Elektraverkens fabriksbyggnad, som då disponerades för kontor och materiallager av Engkvists verksamhet. Fabriksbyggnaden och villan revs 1967 och på platsen byggdes nuvarande industri- och kontorshus på Elektra 12 (Västberga allé 36) efter ritningar av Karl G.H. Karlsson arkitektkontor.
Karl G.H. Karlsson var en ofta anlitat industriarkitekt under 1950-1970-talen. Han stod även för Sandvikens Jernverks hårdmetallfabrik (Coromantfabriken) i kvarteret Arbetslaget vid Lerkrogsvägen, uppfört 1953 och tillbyggt på 1960- och 1970-talen. Vid Elektravägen 77 finns ytterligare ett exempel på Karlssons byggnader och flera industri- och kontorshus i industriområdets norra del intill Södertäljevägen har Karlsson som upphovsman, exempelvis Vreten 12 där beställare var Hallgrens Bil. Totalt gestaltade han inte mindre än 14 industri- och kontorshus under perioden 1948 till 1972. 
År 1955 lät Volvo uppföra sin byggnad på fastigheten Vreten 17, Västberga allé 11. Huset ritades av arkitekt Georg Scherman som smyckade gatufasaden med reliefmönstrade gjutjärnsplattor. Byggnaden blev känd för en större allmänhet genom helikopterrånet i Västberga. Det spektakulära rånet genomfördes på morgonen den 23 september 2009 mot G4S Cash Services värdedepå som då hade sin verksamhet i fastigheten (G4S finns inte kvar längre på den adressen).
Intill norra infarten till området, på Västbergavägen 4 lät Kooperativa Förbundet mellan 1957 och 1961 bygga sitt storbageri San Remo. Arkitekt var modernisten Gunnar Henriksson som då var anställd på KF:s eget arkitektkontor KFAI. Sedan år 2008 finns här Västberga Handel.
I stadsplanen från 1943 avsattes även kvarter för ”allmänna ändamål”. Ett av dem bebyggdes med Västberga gymnasium (senare Västberga yrkesskola) efter ritningar av arkitekt Sven E. Trägårdh. Yrkesskolan upphörde 1995 och fastigheten byggdes om till Västberga polishus, där "Polisen Söderort" har sina lokaler.
Största anläggningen i området var redan tidigt ASEA-ägda AB Liljeholmens Kabelfabrik (Västberga allé 60) som byggdes om och till ett flertal gånger och lades slutligen ner 1977. I anläggningen finns numera bland annat transportföretaget Bring samt ytterligare ett 20-tal företag. Den östra delen av området används huvudsakligen som terminalområde med tunga transporter. Här ligger även flera logistikföretag och speditionsfirmor som DHL, Stockholms Åkeri och Västberga Åkeri. Senaste tillskott i verksamhet och bebyggelse är PEABs nya asfaltverk på fastigheten Drivremmen 3 som togs i drift år 2007.

## Panorama

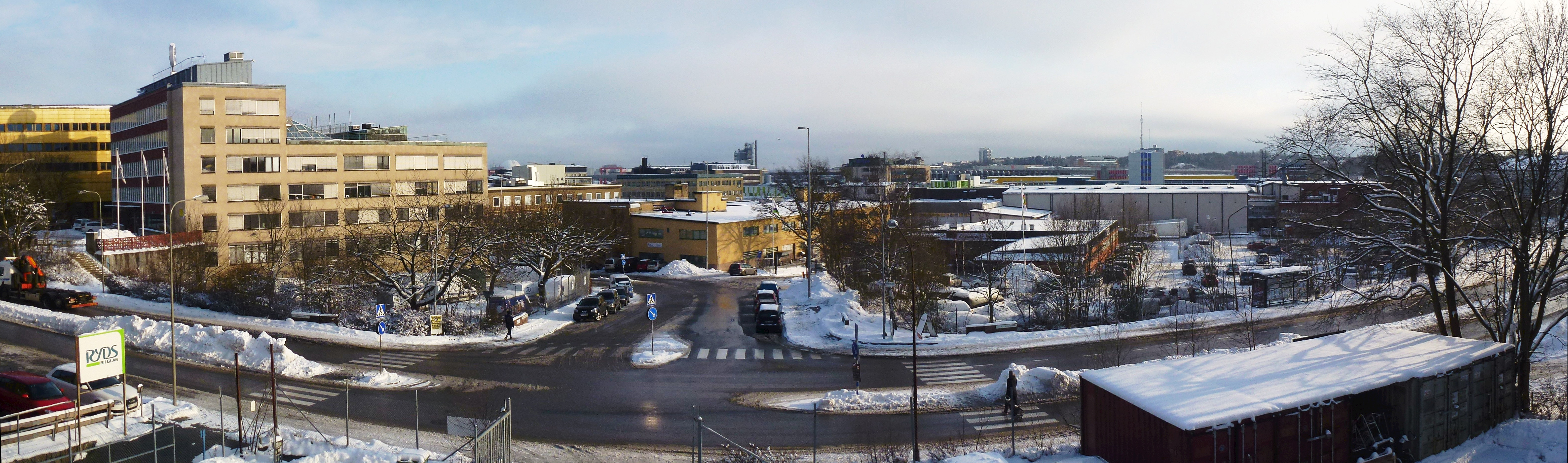
Västberga industriområde, vy från Folkparksområdet mot öst vid korsningen Västberga allé och Vretensborgsvägen, februari 2015.

## Byggnader i urval

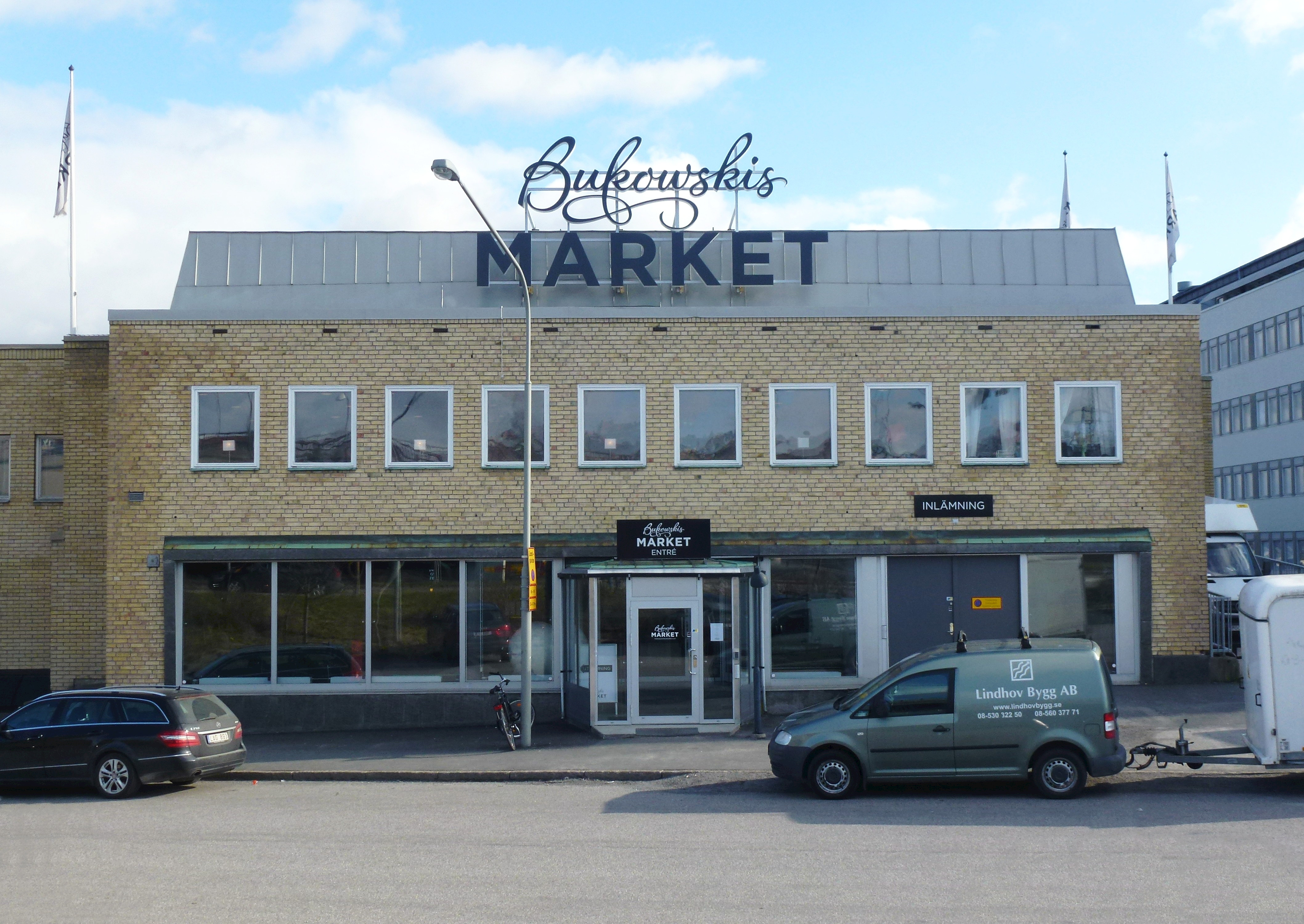
Vreten 12,  Västberga allé 3.
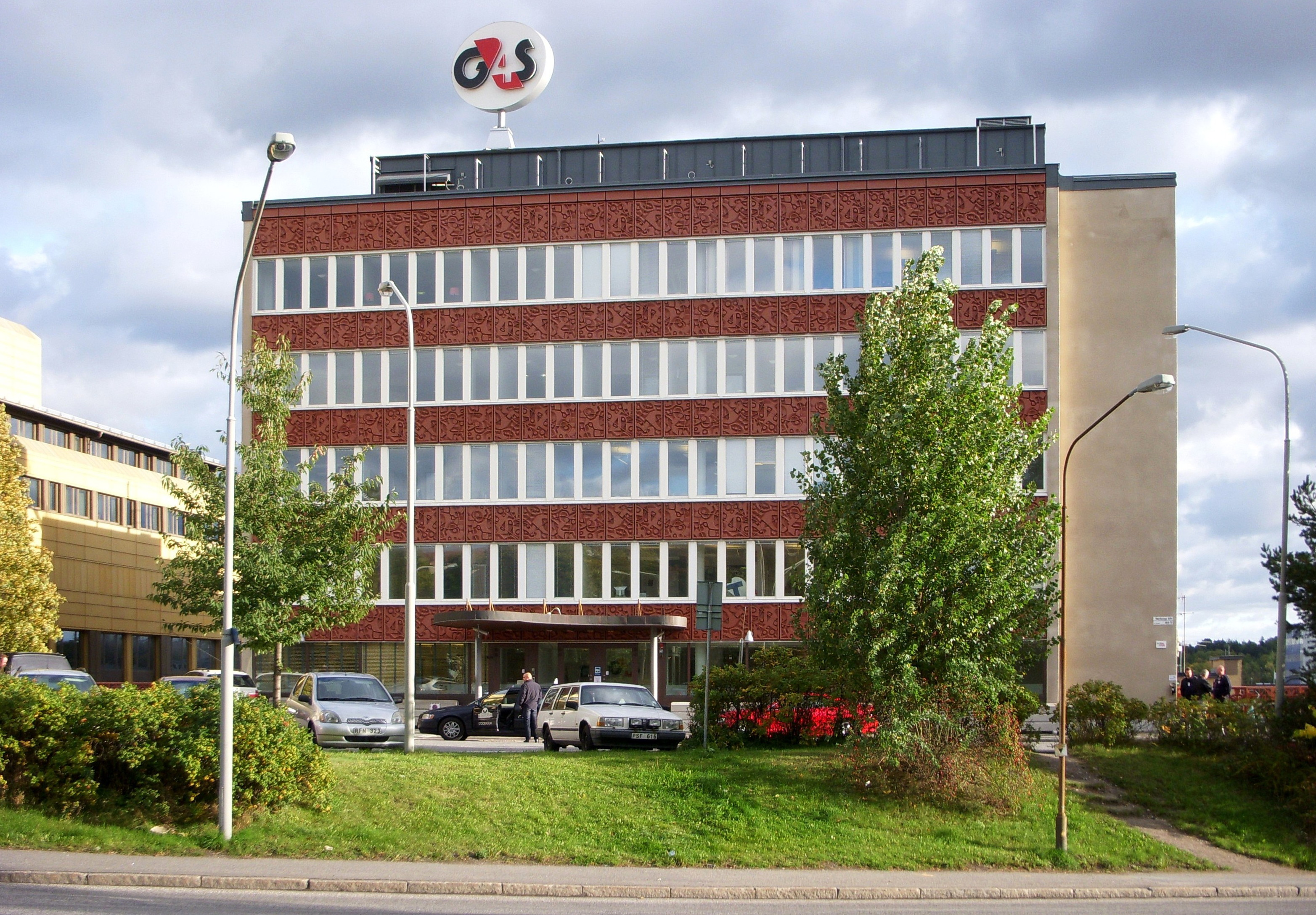
Vreten 17, Västberga allé 11.
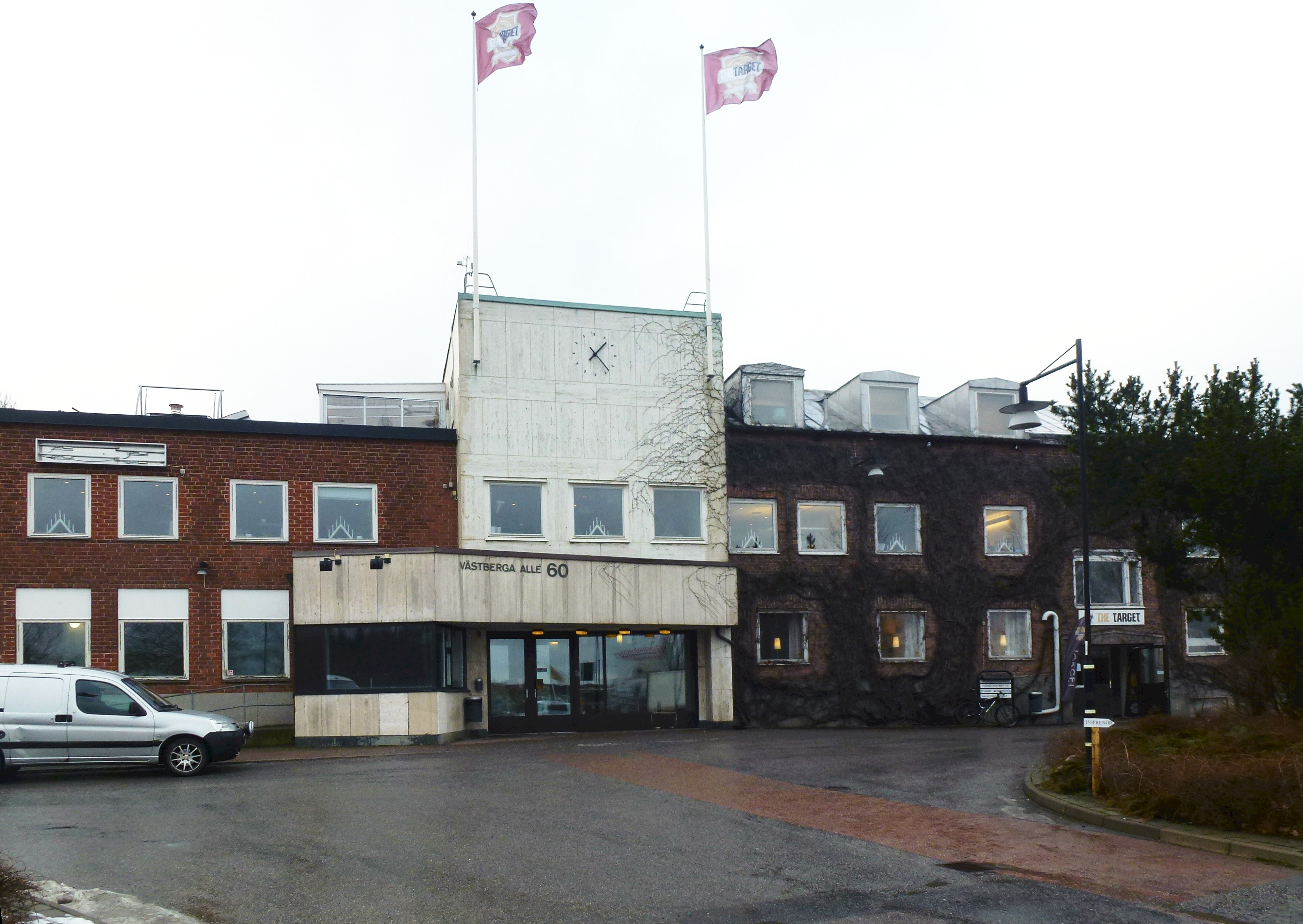
F.d. Liljeholmens Kabelfabrik, Västberga allé 60.
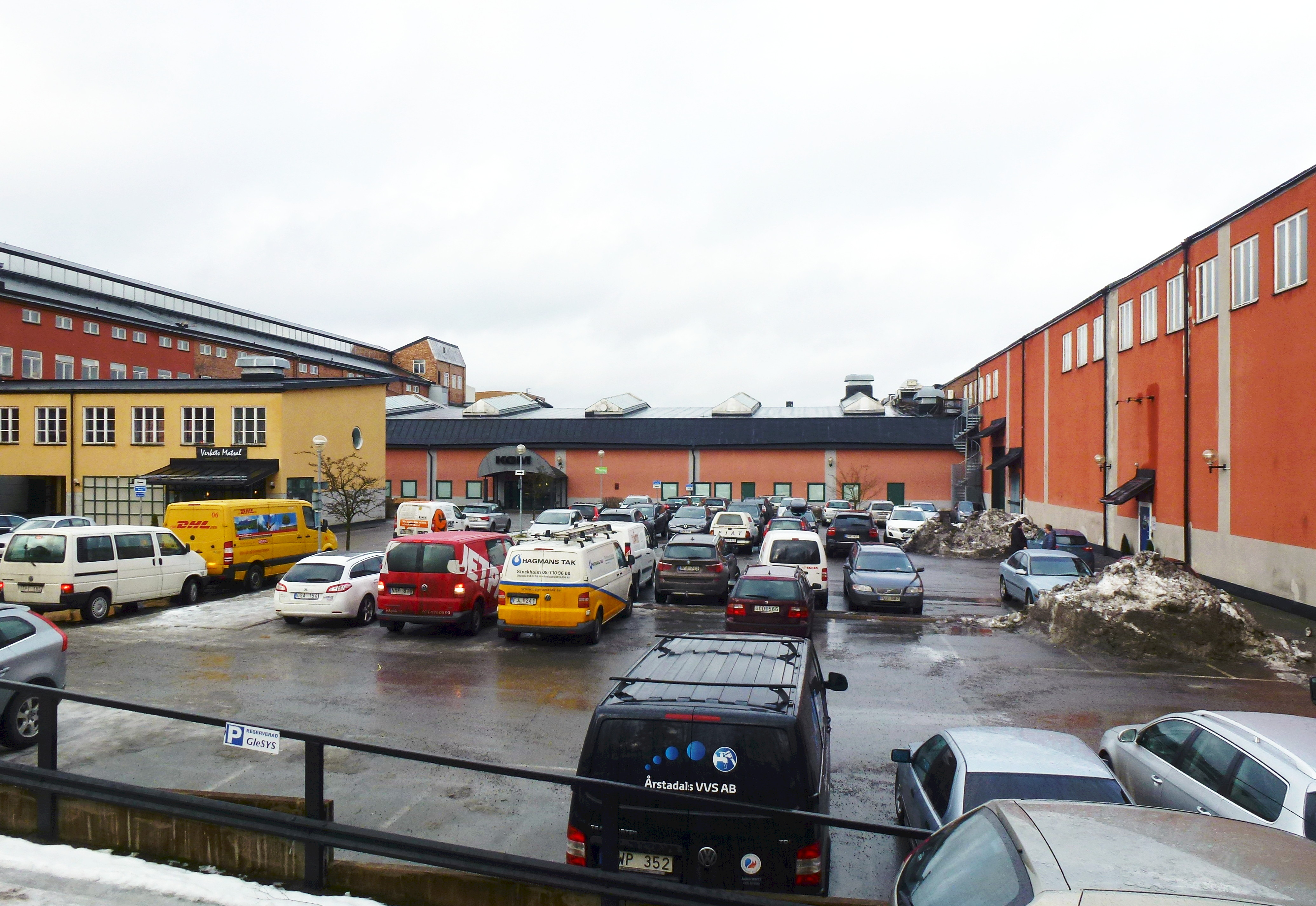
F.d. Liljeholmens Kabelfabrik, Västberga allé 60.
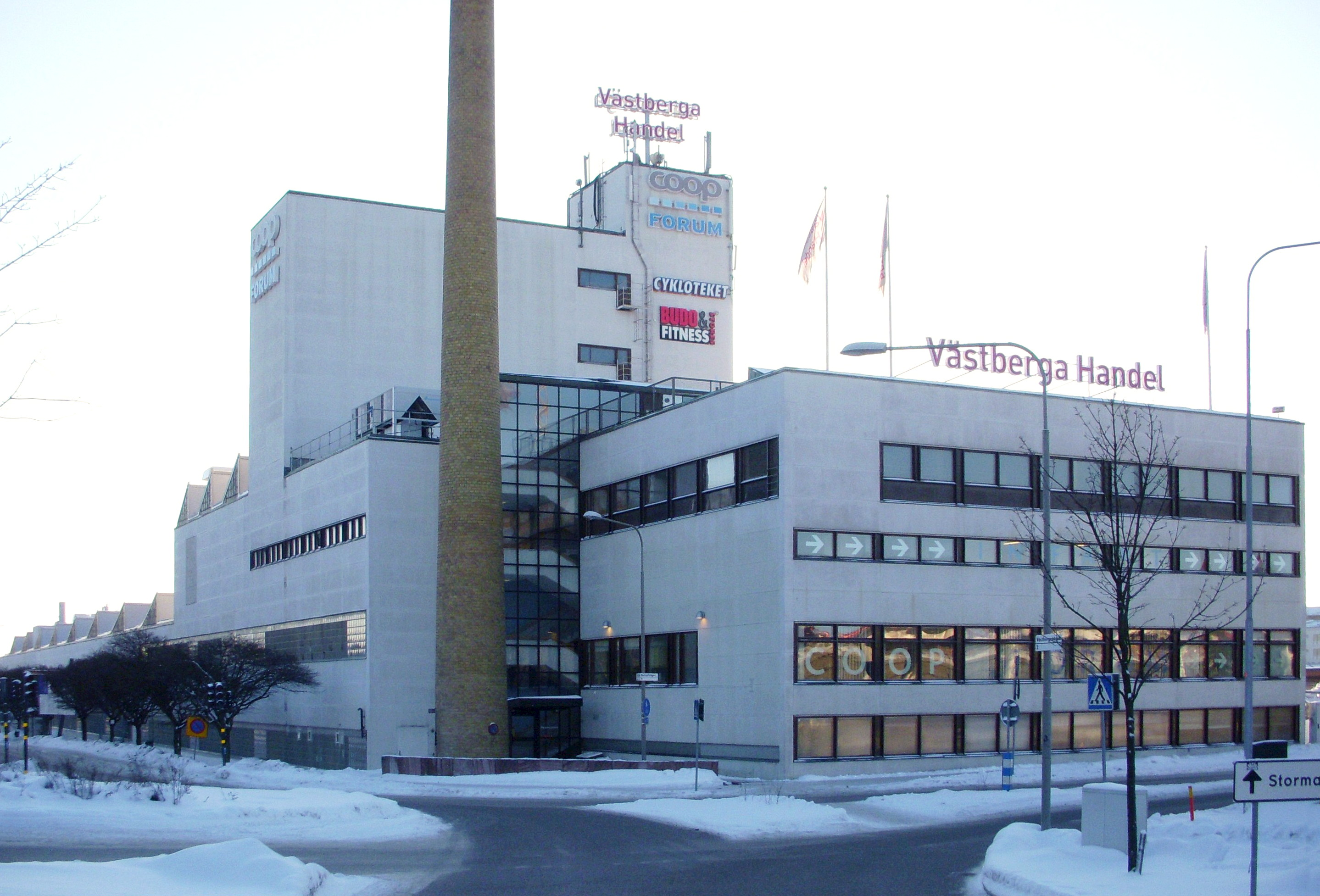
F.d. storbageri San Remo, Västbergavägen 4.
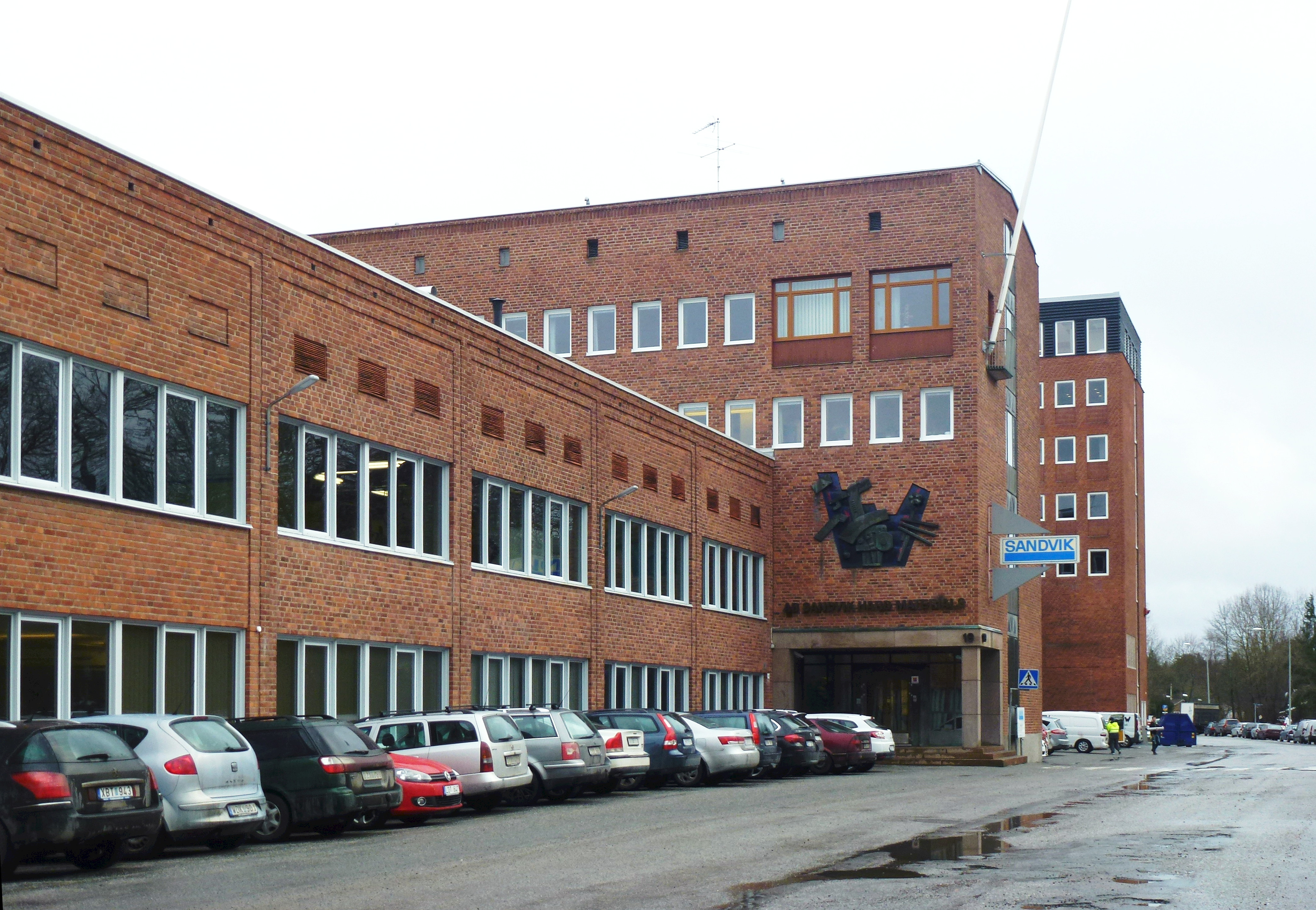
Sandvik AB:s anläggning, Lerkrogsvägen 19.
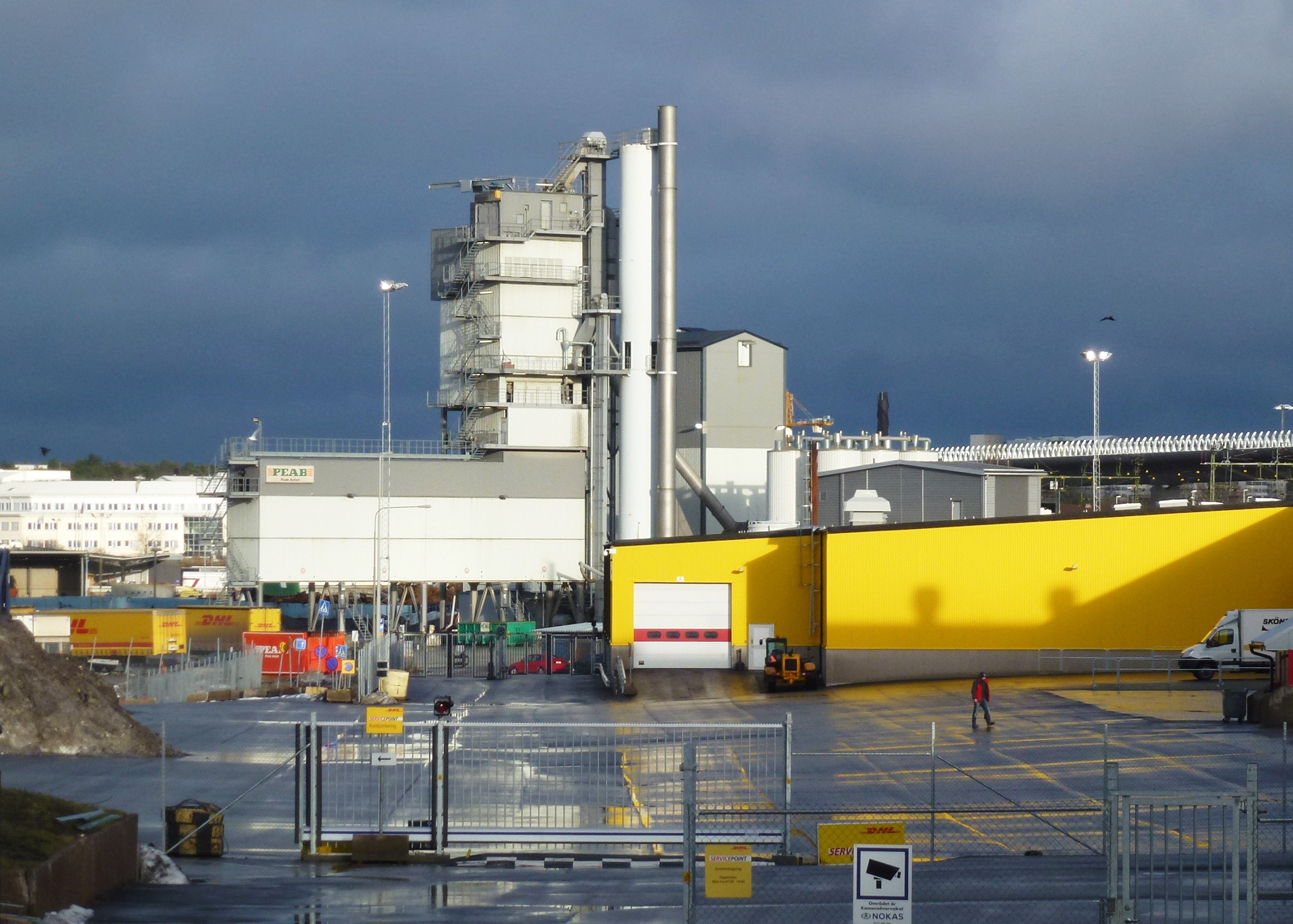
PEAB:s asfaltverk i kvarteret Drivremmen.
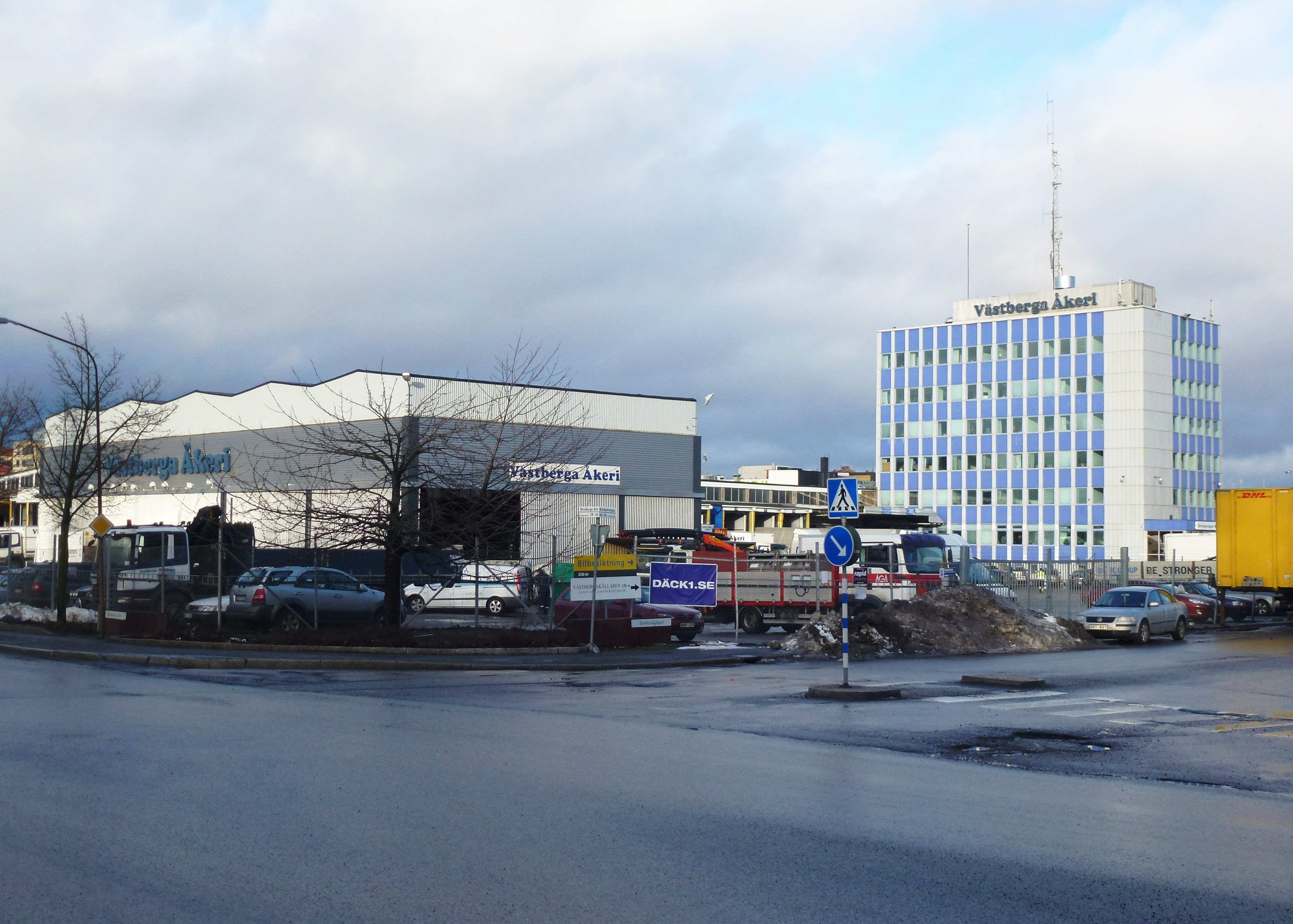
Västberga Åkeris byggnader, Västberga allé 29.
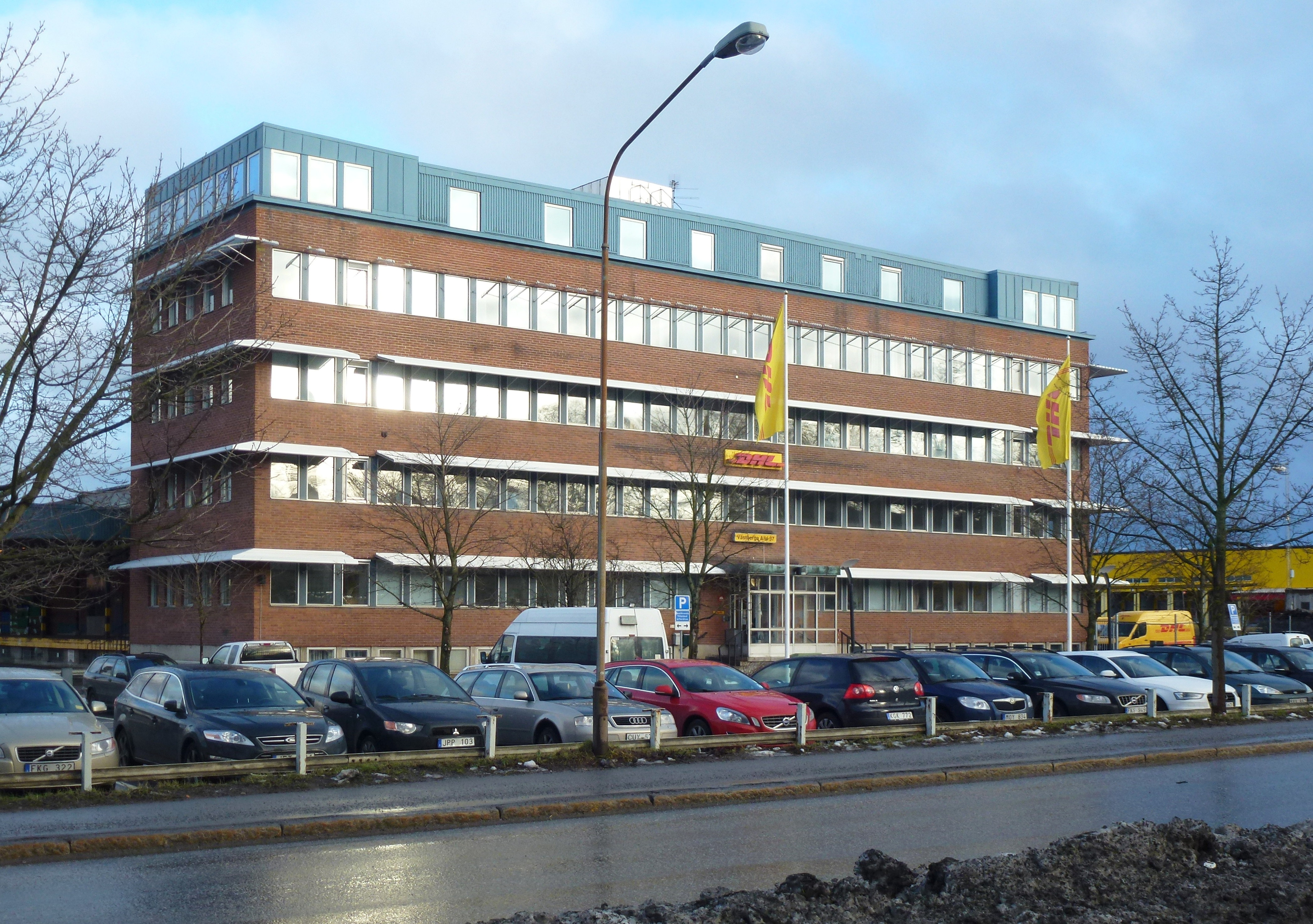
DHL:s anläggning, Västberga allé 37 F.d. ASG.
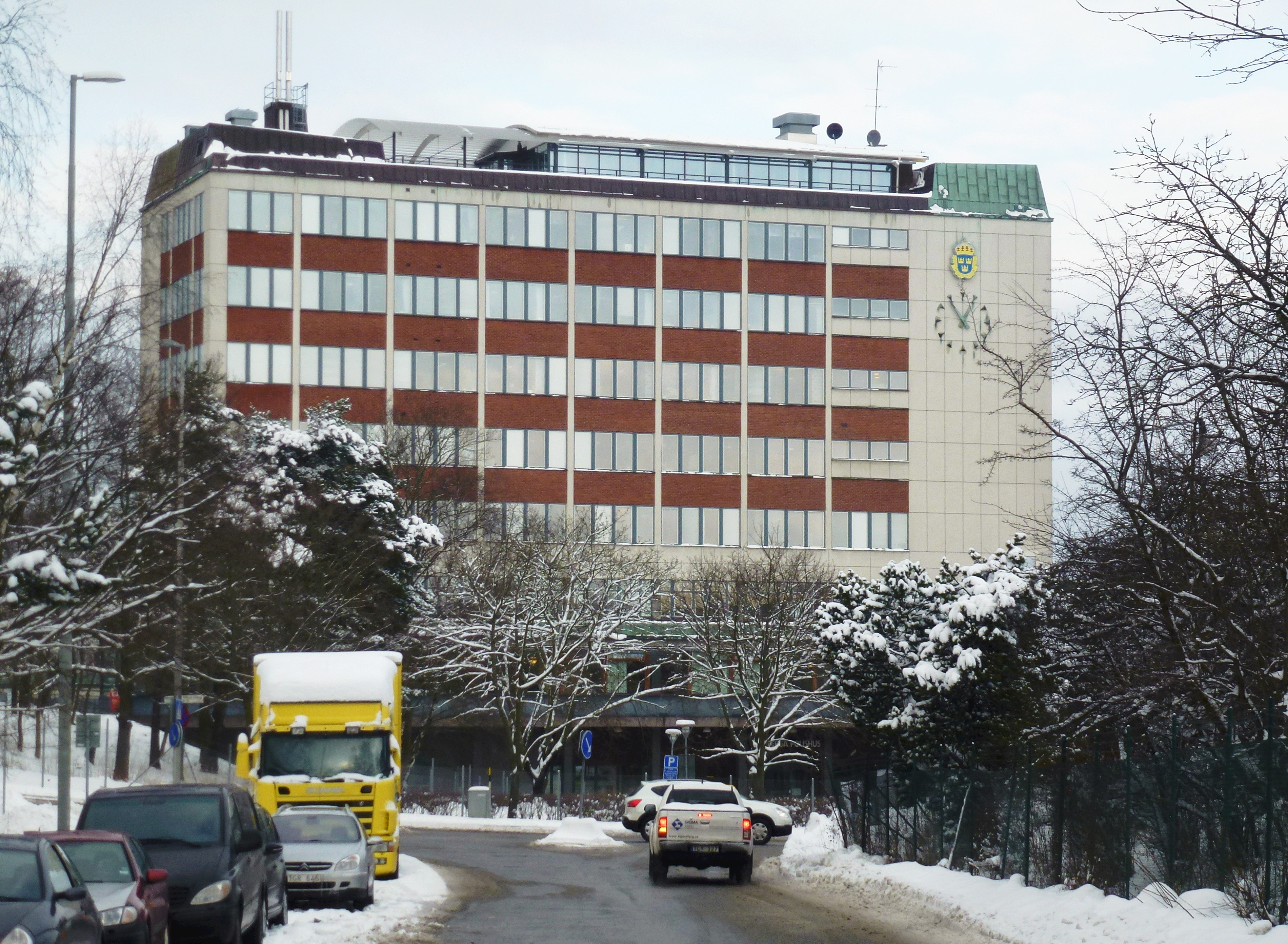
F.d. Västberga gymnasium (nu Västberga polishus)
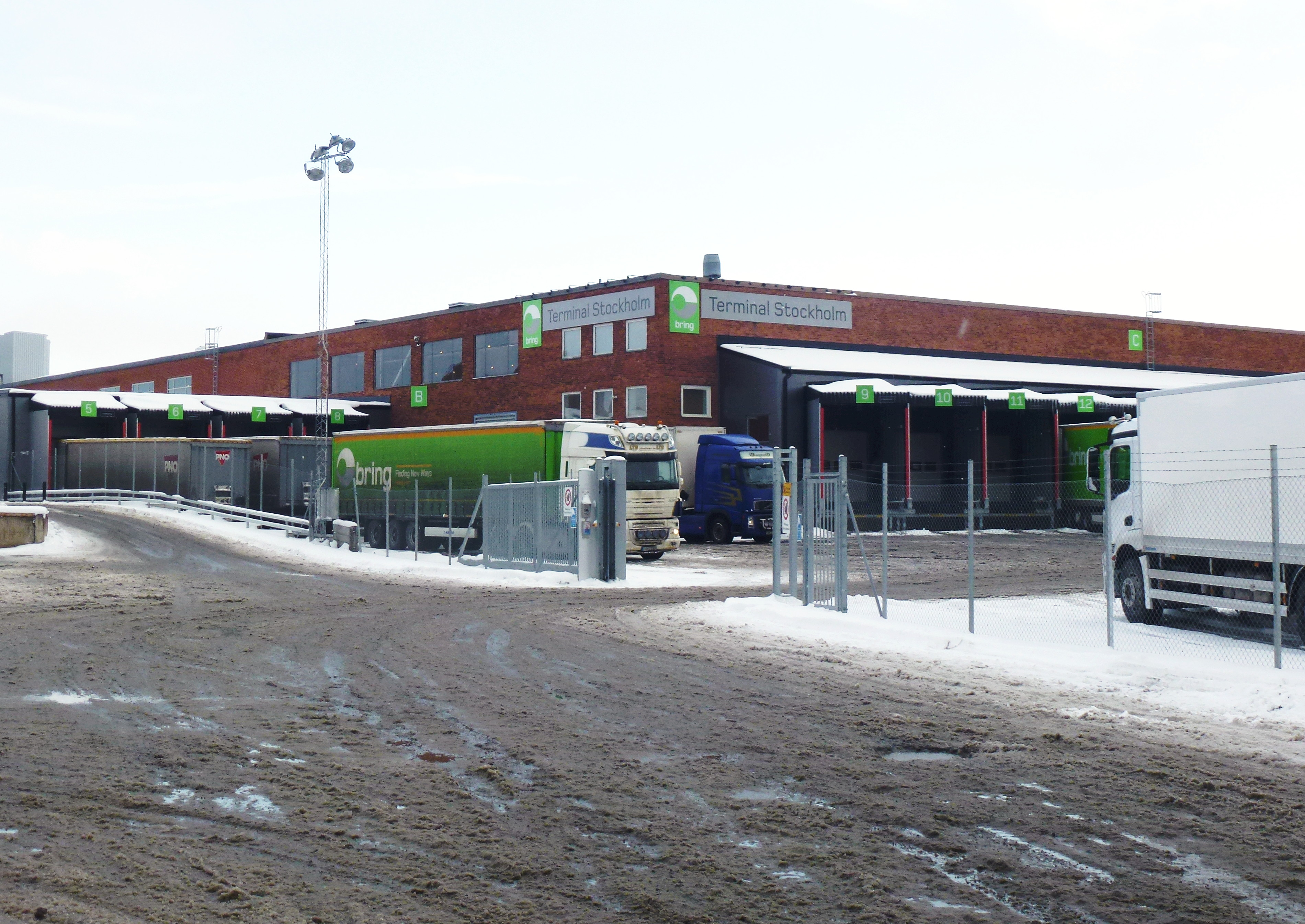
Bring "Teminal Stockholm", Västbergavägen 43
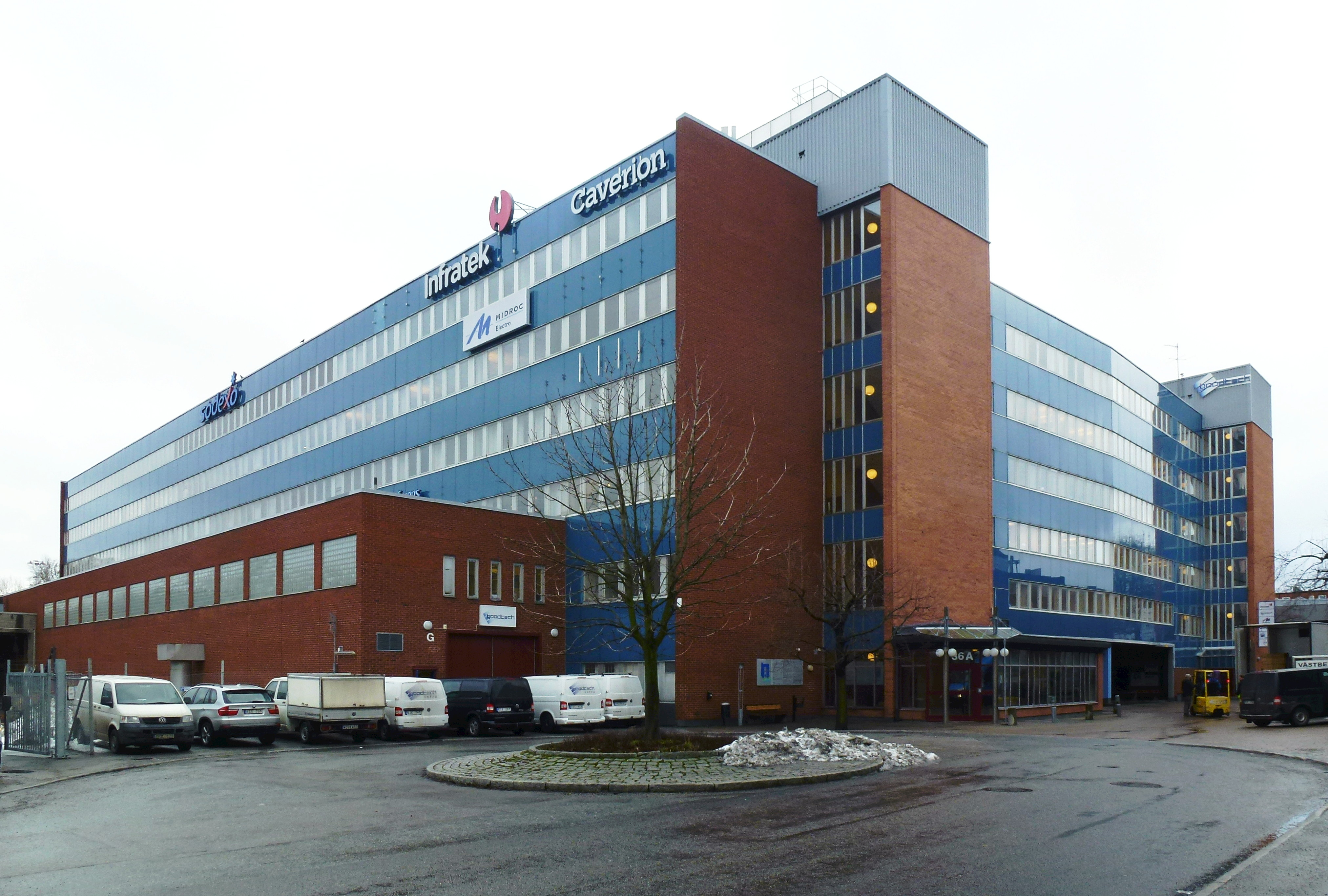
Fastigheten Elektra 12, Västberga allé 36.